# جودوين أنتوي
جودوين أنتوي (بالإسبانية: Godwin Antwi) (7 يونيو 1988 في غانا - ) هو لاعب كرة قدم إسباني في مركز قلب الدفاع. شارك مع منتخب إسبانيا تحت 19 سنة لكرة القدم. أما مع النوادي، فقد لعب مع نادي أكرينغتون ستانلي ونادي بودو/غليمت ونادي ترانمير روفرز لكرة القدم ونادي فايله ونادي ليفربول ونادي هارتلبول يونايتد ونادي هيرفورد وSisaket F.C. ‏ وVejle Boldklub Kolding ‏ وDRB-Hicom F.C. ‏.

## وصلات خارجية
- جودوين أنتوي على موقع قاعدة بيانات كرة القدم.إي يو (الإنجليزية)
- جودوين أنتوي على موقع Soccerbase.com (لاعب) (الإنجليزية)